# Міжнародний союз із вивчення четвертинного періоду
Міжнародний союз із вивчення четвертинного періоду (англ. International Union for Quaternary Research, INQUA) — міжнародна наукова громадська організація, що об'єднує декілька тисяч вчених різних наукових галузей, які займаються вивченням четвертинного періоду (поточний геологічний період, який почався 2,588 млн років тому). Організація заснована в 1928 році як Асоціація з вивчення четвертинного періоду Європи, яка згодом була трансформована в Міжнародний союз із вивчення четвертинного періоду. Союз є членом Міжнародної ради з науки. Нинішній голова союзу Нільс-Аксель Мернер.
Одним із завдань організації є документування хронології та моделей минулих кліматичних змін, що відбулися за останні 2,6 млн років, щоб зрозуміти причини змін клімату, що особливо актуально для вивчення сучасного глобального потепління.
Нещодавно, союз виступив із заявою стосовно кліматичних змін, в якій було повторено висновки Міжнародної групи експертів з питань змін клімату, науковці закликали національні уряди втілювати в життя принципи Рамкової конвенції ООН про зміну клімату:
Людська діяльність нині спричинює підвищення концентрації парникових газів до рівня, набагато вищого, ніж в доіндустріального періоду — в тому числі, CO2, метану, тропосферного озону та оксиду азоту… Підвищення концентрації парникових газів спричинює ріст температур… Наукове розуміння кліматичних змін нині достатньо ясне, щоб виправдати проведення країнами оперативних заходів. Мінімізація кількості CO2, яка потрапляє до атмосфери є складним завданням, яке, однак, має бути пріоритетним на глобальному рівні.

## Міста, в яких проходили конгреси організації
1. 1928 —  Копенгаген
2. 1932 —  Ленінград
3. 1936 —  Відень
4. 1953 —  Рим
5. 1957 —  Мадрид
6. 1961 —  Варшава
7. 1965 —  Боулдер
8. 1969 —  Париж
9. 1973 —  Крайстчерч
10. 1977 —  Бірмінгем
11. 1982 —  Москва
12. 1987 —  Оттава
13. 1991 —  Пекін
14. 1995 —  Берлін
15. 1999 —  Дурбан
16. 2003 —  Ріно
17. 2007 —  Кернс
18. 2011 —  Берн